# Scopula subroseata
Scopula subroseata là một loài bướm đêm trong họ Geometridae.